# Брэдфорд, Генри
Подполковник сэр Генри Холлис Брэдфорд KCB (25 июня 1781 — 7 декабря 1816) был офицером британской армии, участвовавшим в Пиренейской войне и получившим ранения в битве при Ватерлоо.

## Военная карьера
Он был третьим и младшим сыном Томаса Брэдфорда из Вудленда, рядом с Донкастером и Эшдаун-Парк в Сассексе, и Элизабет, дочери Уильяма Оттера из Уэлхэма, Ноттингемшир. Поначалу был энсином 1-го полка ополчения Западного Йорка, а 6 ноября 1801 г. энсином без покупки чина в 4-м пехотном гвардейском полку. В январе 1801 года приобрёл чин лейтенанта. Назначенный адъютантом графа Чатема, служил во время Пиренейской войны в битвах при Ла-Корунье, Саламанке, Витории, Пиренеях, Нивеле, Ортезе и Тулузе.
В Ватерлоо, будучи помощником генерал-квартирмейстера в 1-му полку гренадерской гвардии, он был тяжело ранен.
За свою службу он был награждён голландским орденом Вильгельма и российским орденом Святого Владимира. Он умер 7 декабря 1816 года в Ла-Вашери, Франция, от ран, полученных в Ватерлоо, и похоронен в Сторрингтоне, Суссекс.
Имя Брэдфорда записано на панели VIII в гвардейской часовне Веллингтоновских казарм.
Его брат, Томас Брэдфорд, был генерал-лейтенантом британской армии.